# Gare du Molay-Littry
La gare du Molay-Littry est une gare ferroviaire française de la ligne de Mantes-la-Jolie à Cherbourg, située sur le territoire de la commune du Molay-Littry, dans le département du Calvados, en région Normandie.
C'est une halte ferroviaire de la Société nationale des chemins de fer français (SNCF) desservie par des trains TER Normandie.

## Situation ferroviaire
Établie à 40 m d'altitude, la gare du Molay-Littry est située au point kilométrique (PK) 282,604 de la ligne de Mantes-la-Jolie à Cherbourg, entre les gares ouvertes de Bayeux et de Lison.

## Histoire
Le bâtiment voyageurs, similaire à celui de Bayeux, a depuis été démoli.
Depuis 1996, les trains Intercités ne s'y arrêtent plus.

## Fréquentation
De 2015 à 2023, selon les estimations de la SNCF, la fréquentation annuelle de la gare s'élève aux nombres indiqués dans le tableau ci-dessous.
| Année     | 2015   | 2016   | 2017   | 2018   | 2019   | 2020   | 2021   | 2022   | 2023   |
| --------- | ------ | ------ | ------ | ------ | ------ | ------ | ------ | ------ | ------ |
| Voyageurs | 23 771 | 23 463 | 21 613 | 19 002 | 21 046 | 16 827 | 20 340 | 30 875 | 42 160 |

## Service voyageurs

### Accueil
Halte SNCF, c'est un point d'arrêt non géré (PANG) à entrée libre.

### Desserte
Molay-Littry est desservie par les trains TER Normandie (relations de Caen à Cherbourg et de Caen à Coutances).

### Intermodalité
Un parc pour les vélos est aménagé. Le parking des véhicules est possible à proximité immédiate de la halte.